# ستان هاريسون
ستان هاريسون (بالإنجليزية: Stan Harrison)‏ هو عازف ساكسفون وملحن أمريكي، ولد في 8 ديسمبر 1953.

## وصلات خارجية
- الموقع الرسمي
- ستان هاريسون على موقع ميوزك برينز (الإنجليزية)
- ستان هاريسون على موقع ديسكوغز (الإنجليزية)